# Saison 4 de Person of Interest
Chronologie
Saison 3 Saison 5
Cet article présente les vingt-deux épisodes de la quatrième saison de la série télévisée américaine Person of Interest.

## Synopsis
Environ cinq semaines après l'activation de « Samaritain », l'équipe s'est séparée sans moyen de se contacter. John s'est reconverti en policier, Harold en professeur et Shaw en vendeuse, tandis que John Greer et Decima Technologies renforcent leur contrôle sur le monde. Alors que Root, encore en contact avec la Machine, essaye de convaincre Harold qu'une guerre se prépare, John veut continuer à aider les numéros « non pertinents»…

## Distribution

### Acteurs principaux
- Jim Caviezel (VF : Jean-Pierre Michaël) : John Reese
- Michael Emerson (VF : Jean-Luc Kayser) : Harold Finch
- Kevin Chapman (VF : Gérard Darier) : Lieutenant Lionel Fusco
- Amy Acker (VF : Laëtitia Lefebvre) : Samantha « Sam » Groves alias « Root »
- Sarah Shahi (VF : Charlotte Marin) : Sameen Shaw (épisodes 1 à 11 ; épisodes 13 et 21)

### Acteurs récurrents
- John Nolan (VF : Jean-Bernard Guillard) : John Greer (13 épisodes)
- Cara Buono (VF : Barbara Beretta) : Martine Rousseau (8 épisodes)
- Winston Duke (VF : Frantz Confiac) : Dominic Besson (7 épisodes)
- Wrenn Schmidt (VF : Ingrid Donnadieu) : Dr Iris Campbell (6 épisodes)
- Enrico Colantoni (VF : Guillaume Lebon) : Carl Elias (6 épisodes)
- Andreas Damm (VF : Valéry Schatz) : Romeo (4 épisodes)
- Jamie Hector (VF : Jean-Baptiste Anoumon) : Lincoln Cordell alias « Link »(4 épisodes)
- Annie Ilonzeh (VF : Jocelyne Nzunga) : Harper Rose (4 épisodes)
- Jessica Pimentel (VF : Charlotte Corréa) : Floyd (4 épisodes)
- David Valcin (VF : Raphaël Cohen) : Anthony S. Marconi alias « Scarface » (3 épisodes)
- Camryn Manheim (VF : Josiane Pinson) : Contrôle (3 épisodes)
- John Doman (VF : Philippe Crubézy) : Sénateur Ross Garrison (3 épisodes)
- Nick E. Tarabay (VF : Jérémie Covillault) : Devon Grice (3 épisodes)
- Paige Turco (VF : Micky Sebastian) : Zoe Morgan (2 épisodes - récurrence à travers les saisons)
- Brett Cullen (VF : Jean-Louis Faure) : Nathan Ingram (1 épisode - récurrence à travers les saisons)
- Elizabeth Marvel (VF : Ariane Deviègue) : Alicia Corwin (1 épisode - récurrence à travers les saisons)

### Invités
- Navid Negahban : Ali (épisode 1)
- Eshan Bay : Ben (épisode 1)
- Fred Weller (en) : Novak (épisode 1)
- Quinn Shephard : Claire Mahoney  (épisodes 2 et 15)
- David Starzyk (en) : David (épisode 2)
- Monique Gabriela Curren : Capitaine Felicia Moreno (épisode 3)
- Ryan O’Nan : Andre (épisode 3)
- Jason Pendergast : Mickey (épisode 3)
- Amir Mitchell-Townes : Malcolm (épisode 4)
- Kaci Walfall : Tracie (épisode 4)
- Kevin Kilner : Nick Dawson (épisode 5)
- Jason Ritter : Simon Lee (épisode 5)
- Erik Jensen (en) : Walter Dang (épisode 6)
- Ohene Cornelius : l'Armurier (épisode 6)
- Jeff Solomon : Mr Needlehoe (épisode 6)
- Louis Lourens : Mr Flint, le représentant de « Samaritain » (épisodes 6 et 15)
- Jessica Hecht : Beth Bridges (épisodes 6 et 18)
- Adrian Bellani : Tomas (épisode 7)
- Johnny Sparks : Jerrod (épisode 7)
- Faina Vitebsky : Katya Rodchenko (épisodes 7 et 8)
- Theodora Woolley : Brooks (épisodes 7 et 12)
- Mike Figueroa : Alex Ortiz (épisode 8)
- Adria Arjona : Dani Silva (épisodes 8 et 13)
- Salvatore Inzerillo : Gino (épisode 9)
- James LeGros (VF : Xavier Fagnon) : Bruce Moran (épisode 9)
- Alexie Gilmore : Rachel Farrow (épisode 10)
- Julian Ovenden : Lambert (épisodes 10 et 11)
- Oakes Fegley : Gabriel Hayward (épisodes 10 et 12)
- Chester Jones III : Monty (épisode 11)
- Mark Gessner : Gary (épisode 11)
- Michael Gaston : Mike Richelli (épisode 12)
- Suzy Jane Hunt : Shiffman (épisodes 12 et 22)
- Michael Potts : Travers (épisode 12)
- Mason Pettit : Albert Weiss (épisode 13)
- Maddie Corman : Mme Thompson (épisode 13)
- Blair Brown : Emma (épisode 14)
- Pedro Carmo : Chad Bryson (épisode 14)
- Bella Dayne : Anna (épisode 15)
- Nick Westrate : Calvin (épisode 15)
- Luke Kleintank (VF : Donald Reignoux) : Caleb Phipps (épisodes 16 et 22)
- Connor Hines : Trey (épisode 16)
- Patrick Kennedy : Dr Shane Edwards (épisode 17)
- Daniel Sauli : Wyatt (épisode 17)
- Katheryn Winnick : Frankie Wells (épisode 18)
- Ato Essandoh : Ray Pratt (épisode 18)
- Aasif Mandvi : Rajiv Khan (épisode 19)
- Elia Monte-Brown : Kelly Brewer (épisode 19)
- Taraji P. Henson (VF : Annie Milon) : Lieutenant Joss Carter (épisode 20)
- Al Sapienza (VF : Alexandre Cross) : Lieutenant Raymond Terney (épisode 20)
- John Preston : Médecin chargé de l'admission (épisode 21)
- Juan-Panlo Veiza : Tyler (épisode 21)
- Robert Manning, Jr : Zachary (épisode 22)
- Anthony Gaskins : Poseur de rails (épisode 22)

## Production

### Développement
Le 13 mars 2014, la série a été renouvelée pour cette quatrième saison de vingt-deux épisodes diffusée les mardis à 22 h aux États-Unis.

### Casting
En juillet 2014, Cara Buono (vue notamment dans Mad Men) et Jamie Hector (vu notamment dans The Wire ou Heroes) ont obtenu un rôle récurrent lors de cette saison. Cara Buono interprète le rôle d'une femme fatale qualifiée pour naviguer dans le nouvel ordre mondial instauré dans la série et Jamie Hector, celui d'un ennemi.
En août 2014, Monique Gabriela Curren (vue notamment dans Lie to Me) a obtenu le rôle récurrent de la nouvelle capitaine de police de Fusco, Felicia Moreno et Jason Ritter celui de Simon Lee le temps d'un épisode, le cinquième.
En novembre 2014, l’actrice Blair Brown, connue pour avoir joué Nina Sharp dans Fringe, est annoncée pour jouer la personne d'intérêt de l'épisode 14.
L'actrice Sarah Shahi étant tombé enceinte de jumeaux au début du tournage de cette saison, elle quitte son rôle principal au milieu de cette dernière. Elle a cependant déclaré qu'elle pourrait revenir dans quelque temps.
L'actrice Katheryn Winnick, connue pour son rôle dans la série Vikings, obtient un rôle dans l'épisode 18 pour y jouer Frankie Wells, une chasseuse de primes débrouillarde.
Le 6 avril 2015 est annoncé le retour de l'actrice Taraji P. Henson (le lieutenant Joss Carter) le temps d'un épisode lors d'un flashback, le vingtième.

### Diffusions
Aux États-Unis, cette saison a été diffusée du mardi 23 septembre 2014 au mardi 5 mai 2015 sur CBS.
Au Canada, elle a été diffusée en simultané sur le réseau CTV.
La diffusion francophone s'est déroulée ainsi :
En Suisse, du 10 septembre 2015 au 26 novembre 2015 sur RTS Un, tous les jeudis à 21 h, à raison de deux épisodes inédits par soirée ;
Au Québec, du 7 octobre 2015 au 13 avril 2016 sur V, tous les mercredis à 20 h, à raison d'un épisode inédit par soirée ;
En Belgique, du 20 octobre 2015 au 29 décembre 2015 sur La Une, chaîne du groupe de la RTBF, tous les mardis à 20 h 20, à raison de deux épisodes inédits par soirée ;
En France, du 5 janvier 2016 au 15 mars 2016 sur TF1, tous les mardis à 21 h, à raison de deux épisodes inédits par soirée.

## Résumé de la saison
Voilà plusieurs semaines que « Samaritain » est actif et que le monde commence à changer. Quelques individus se sont rendu compte de ce brusque changement mais sont réduits au silence par les agents de l'IA malveillante. L'entreprise Decima Technologies est officiellement dissoute et Greer (John Nolan) agit comme administrateur de Samaritain. Le vieil homme s'étonne par contre que son système soit toujours incapable de retrouver Harold Finch (Michael Emerson) et ses associés. Pour survivre au système ouvert de Samaritain, l'équipe d'Harold a obtenu de fausses identités de la part de la Machine. Sameen (Sarah Shahi) est vendeuse de cosmétiques, John (Jim Caviezel) est lieutenant dans la brigade des stups et Harold est professeur universitaire. Root (Amy Acker), quant à elle, est obligée de changer d'identité tous les 2-3 jours pour maintenir sa couverture intacte. 
Deux arcs narratifs résument la Saison 4. Le premier raconte l'émergeance d'un nouveau gang nommé la Fraternité (The Brotherhood) dirigé d'une main de fer par un jeune homme ambitieux et violent : Dominic (Winston Duke). Ce dernier a pour objectif d'avoir la mainmise sur New York et une guerre éclate entre son gang et le clan de Carl Elias (Enrico Colantoni). John devient le nouveau partenaire de Fusco au 8e District et les deux lieutenants luttent afin d'empêcher cette passation de pouvoir. Les deux chefs se feront finalement arrêtés et Fusco se charge de les conduire en prison.
Le second raconte la lutte de Finch et de ses acolytes face à la menace de plus en plus pertinente de Samaritain, qui installe progressivement un ordre mondial. Ayant pour objectif de détruire la Machine ainsi que ses agents, le combat entre les deux IA est inévitable. Après avoir empêché un krach boursier à Wall Street, au prix du sacrifice de Sameen qui s'est faite capturer, Harold et Root vont continuer le combat mais finiront par se faire capturer lors de l'épisode 21 et ne doivent leur survie qu'à la Machine qui dévoile son emplacement à Samaritain en échange. Ce dernier va alors provoquer une surtension dans tout le réseau électrique américain, le véritable emplacement de la Machine depuis la fin de la saison 2, et forcer Harold et son équipe à compresser le code source de la Machine et l'isoler dans une mallette imperméable aux balles avant de fuir dans les rues de New York, traqués par les agents de Samaritain.
En parallèle, Samaritain déclenche « la Correction », un meurtre de masse qui consiste à se débarrasser des éléments que l'IA considère génante après les avoir observé pendant 1 an. Contrôle va tenter de l'empêcher mais elle ainsi que son agent, vont être assassinés. Elias et Dominic seront également pris pour cible par un sniper après leur arrestation et vont se faire abattre.

## Liste des épisodes

### Épisode 1:Une vie normale
- États-Unis /  Canada : 23 septembre 2014 sur CBS[11] / CTV
- Suisse : 10 septembre 2015 sur RTS Un[13]
- Québec : 7 octobre 2015 sur V[14]
- Belgique : 20 octobre 2015 sur La Une[15]
- France : 5 janvier 2016 sur TF1[17]

- États-Unis :
  - 10,71 millions de téléspectateurs[18] (première diffusion)
  - 15,45 millions de téléspectateurs[18] (première diffusion + différé 7 jours)
- Canada : 2,21 millions de téléspectateurs[19] (première diffusion + différé 7 jours)
- Belgique : 329 300 téléspectateurs[20] (première diffusion)
- France : 6,00 millions de téléspectateurs[21] (première diffusion)

- Navid Negahban (Ali)
- Eshan Bay (Ben)
- Fred Weller (en) (Novak)
- Leopold Manswell (Wood)
- Michael J. Burg (Manager du magasin)
- Tama Filianga (le lowlife)
- Jason Carvell (Officier du NYPD)
- Andrew Polk (Directeur du département de l’université)
- Shawn Parsons (Annonceur positif)
- Gregory Konow (Policier)

- Ali (criminel)

- En architecture, l'adjectif panoptique qualifie un bâtiment construit de manière qu'il soit possible de voir l'intérieur de l'édifice d'un seul point.

### Épisode 2:Le Maître du jeu
- États-Unis /  Canada : 30 septembre 2014 sur CBS / CTV
- Suisse : 10 septembre 2015 sur RTS Un[13]
- Québec : 14 octobre 2015 sur V[14]
- Belgique : 20 octobre 2015 sur La Une[15]
- France : 5 janvier 2016 sur TF1[17]

- États-Unis :
  - 10,87 millions de téléspectateurs[22] (première diffusion)
  - 14,88 millions de téléspectateurs[22] (première diffusion + différé 7 jours)
- Canada : 2,11 millions de téléspectateurs[23] (première diffusion + différé 7 jours)
- Belgique : 286 100 téléspectateurs[20] (première diffusion)
- France : 5,33 millions de téléspectateurs[21] (première diffusion)

- Quinn Shephard (Claire Mahoney)
- David Starzyk (en) (David)
- Samantha Posey (Étudiante insistante)
- Dan McCabe (Geek hipster)
- Quinn Meyers (Barman)
- Brendan Burke (Motard idiot)
- Antoine Harris (Homme armé no 1)
- Marco Reininger (Agent de la société militaire privée)

- Claire (victime)

- Cet épisode a réalisé la meilleure audience de la saison aux États-Unis[22].
- Le titre peut faire référence à un Nautile qui est un type de mollusque marin appartenant à la famille des Nautilidae. Sa coquille est développée et enroulée vers l'avant, en forme de spirale.
- Le jeu mis en place pendant l'épisode est une référence à Cicada 3301, un autre jeu cette fois réel et présentant les mêmes caractéristiques[24].

### Épisode 3:Leçon de séduction
- États-Unis /  Canada : 7 octobre 2014 sur CBS / CTV
- Suisse : 17 septembre 2015 sur RTS Un[13],[25]
- Québec : 21 octobre 2015 sur V[14]
- Belgique : 27 octobre 2015 sur La Une[15]
- France : 12 janvier 2016 sur TF1[17]

- États-Unis :
  - 9,64 millions de téléspectateurs[26] (première diffusion)
  - 13,76 millions de téléspectateurs[27] (première diffusion + différé 7 jours)
- Canada : 2,14 millions de téléspectateurs[28] (première diffusion + différé 7 jours)
- Belgique : 326 800 téléspectateurs[29] (première diffusion)
- France : 5,86 millions de téléspectateurs[30] (première diffusion)

- Monique Gabriela Curren (Capitaine Felicia Moreno)
- Ryan O’Nan (Andre)
- Jason Pendergast (Mickey)
- Chris Santangelo (Jerry)
- Ryan Woodle (Barry)
- Spencer Moses (Lenny)
- Jamie Jackson (Janis)
- Stephen Badalamenti (Roman)
- Bernard Bygott (Tate)
- Ryan King (Rance)
- Hugues Faustin (Jude)
- Will Blomker (Nick)
- Anne Richardson (Angela)

Le nouveau numéro donné par la Machine est celui d'Andre Cooper, un « Wingman » (trad. litt : « Ailier »), c'est-à-dire un homme qui en aide d'autres à avoir des rendez-vous avec des femmes. C'est Fusco qui est chargé de se rapprocher de lui en se faisant passer pour un de ses clients. Il se rend alors compte que Cooper a dans le passé travaillé avec des membres de la mafia et hésite aujourd'hui à témoigner contre eux. Fusco et Cooper sont alors enfermés vivants dans un container par ces mêmes mafieux. C'est à ce moment que John, Sameen et Balou arrivent pour les sauver et arrêter les membres de la mafia. Plus tard, Fusco se rend à un rendez-vous grâce à l'aide d'Andre.
John essaye de s'adapter à sa nouvelle vie de policier, et se voit récompensé de ses efforts par la nouvelle capitaine Felicia Moreno, entretenant une bonne relation avec celle-ci.
- Andre (victime)

- Avec cet épisode, la série passe pour la première fois sous la barre des 10 millions de téléspectateurs et atteint son plus bas score historique sur la cible des 18-49 ans (1,6 %[26]).
- Cet épisode est le premier depuis l'activation de « Samaritain » à être raconté du point de vue de la Machine.

### Épisode 4:Liens fraternels
- États-Unis /  Canada : 14 octobre 2014 sur CBS / CTV
- Suisse : 17 septembre 2015 sur RTS Un[13]
- Belgique : 27 octobre 2015 sur La Une[15]
- Québec : 28 octobre 2015 sur V[14]
- France : 12 janvier 2016 sur TF1[17]

- États-Unis :
  - 9,72 millions de téléspectateurs[31] (première diffusion)
  - 13,61 millions de téléspectateurs[32] (première diffusion + différé 7 jours)
- Canada : 2,02 millions de téléspectateurs[33] (première diffusion + différé 7 jours)
- Belgique : 276 300 téléspectateurs[29] (première diffusion)
- France : 5,11 millions de téléspectateurs[30] (première diffusion)

- Amir Mitchell-Townes (Malcolm)
- Kaci Walfall (Tracie)
- Rosie Benton (Erica)
- Alex Moggridge (Thomsen)
- Alexandra Underwood (Queen Bee)
- Tobias Truvillion (Trig)
- Jermel Howard (Modeley)

La Machine sort le numéro de deux jeunes vivant en foyer, Malcolm et Tracie Brooker, leur mère étant incarcérée pour port d'arme illégal. Ces derniers viennent de voler un sac contenant une énorme somme d'argent liquide appartenant au gang auquel l'équipe avait déjà eu affaires, « la Fraternité » (« the Brotherhood » en version originale), dirigé par le mystérieux Dominic. Alors qu'un des membres haut-placés que Reese avait arrêté, Link, est de nouveau libre, une agent du DEA, Erica Lennox, se joint à John pour l'aider à retrouver les enfants, introuvables, avant le gang. Quand ils les retrouvent, les enfants révèlent qu'ils ont volé l'argent pour payer un bon avocat afin de faire sortir leur mère de prison. Malcolm se résout cependant à donner la location de l'argent qu'il avait caché à Erica et John. Pendant que Shaw interroge un membre au bas de l'échelle du gang, Mini, Erica, qui se trouve être une taupe travaillant pour « la Fraternité », essaye de doubler ces derniers en gardant l'argent pour elle. Reese se rend au gang, sans l'argent, et leur demande de ne plus s'approcher des enfants sans quoi Shaw brûlera leur stock de drogue. Link accepte et libère Reese, Sameen libérant elle aussi Mini. Ce dernier, qui se trouve en réalité être Dominic, le chef du gang, récupère l'agent et tue Erica de sang froid, celle-ci ayant voulu les doubler.
- Malcolm Booker (victime)
- Tracie Booker (victime)

### Épisode 5:Les Prophètes
- États-Unis /  Canada : 21 octobre 2014 sur CBS / CTV
- Suisse : 24 septembre 2015 sur RTS Un[13]
- Belgique : 3 novembre 2015 sur La Une[15]
- Québec : 4 novembre 2015 sur V[14]
- France : 19 janvier 2016 sur TF1[17]

- États-Unis :
  - 9,40 millions de téléspectateurs[34] (première diffusion)
  - 13,28 millions de téléspectateurs[35] (première diffusion + différé 7 jours)
- Canada : 2,11 millions de téléspectateurs[36] (première diffusion + différé 7 jours)
- Belgique : 307 400 téléspectateurs[37] (première diffusion)
- France : 5,36 millions de téléspectateurs[38] (première diffusion)

- Kevin Kilner (Nick Dawson)
- Jason Ritter (Simon Lee)
- Michael Brian French (Gouverneur Murray)
- Ned Van Zandt (Kevin Hatch)
- Caris Vujcec (Michelle Perez)
- Anthony Arkin (Mike Fisher)
- David Beach (Douglas Rogers)
- Eric Gravez (Eddie)
- Jasmin Walker (Réceptionniste de l'hôtel)
- Oriana Oppice (Femme avec la liste)
- Kevin Prowse (Policier)
- Eileen Faxas (Présentatrice des news)

Le nouveau numéro donné par la Machine est celui de Simon Lee, un spécialiste en sondages politiques, actuellement engagé par le gouverneur Murray dans l'élection du nouveau gouverneur de New York. Alors qu'il pensait, d'après ses calculs, être assuré comme d'habitude de gagner, le gouverneur Murray est donné perdant, « Samaritain » ayant fait annuler des milliers d'appels rappelant les gens de voter, dans le but de faire gagner Michelle Perez, l'adversaire de Murray. Celle-ci sera plus tard empoisonnée et c'est son second qui devient gouverneur. Harold demande à Shaw de surveiller Lee qui suspecte que l'élection a été truquée, ce qui en fait donc une cible pour « Samaritain ». De son côté, Reese est assigné à un rendez-vous chez un psychologue de la police car il a tendance à trop tirer sur les criminels. Pendant ce temps, Root révèle à Harold que la Machine a arrêté de lui parler depuis que « Samaritain » est actif, et que tout ce qu'elle entend sont des murmures. Ces derniers se trouvent dans un hôtel, essayant d'empêcher Lee de contacter qui que ce soit pour que « Samaritain » ne le retrouve pas. Cependant, les agents de Decima dirigés par Martine retrouvent sa trace et arrivent dans l'hôtel. Root crée une diversion pour permettre à Lee de s'enfuir. Elle réussit mais se retrouve blessée. Shaw et Reese font semblant d'enlever Simon, et le lendemain, Harold le convainc de ne plus tenter de creuser sur cette élection truquée, ceci le rendant inoffensif aux yeux de « Samaritain ». Alors que Greer et Martine discutent du plan de « Samaritain » d'avoir fait placer des pions politiques à travers le pays, son nouvel objectif semble être de « trouver la Machine ». Enfin, Harold s'adresse justement à cette dernière à travers une caméra de surveillance et lui dit : « C'est l'heure que nous ayons une discussion toi et moi. ». En effet, Root essaye de convaincre Harold qu'il est très important dans le comportement de la Machine et qu'ils doivent se parler.
- Simon Lee (victime)
- Douglas Rogers (criminel)

- Cet épisode marque le retour de Brett Cullen (Nathan Ingram) qui n'était plus apparu depuis l'épisode final de la deuxième saison[39].
- Cet épisode est le premier à être à la fois raconté du point de vue de la Machine et de celui de « Samaritain » en même temps.

### Épisode 6:Les Imposteurs
- États-Unis /  Canada : 28 octobre 2014 sur CBS / CTV
- Suisse : 24 septembre 2015 sur RTS Un[13]
- Belgique : 3 novembre 2015 sur La Une[15]
- Québec : 11 novembre 2015 sur V[14]
- France : 19 janvier 2016 sur TF1[17]

- États-Unis :
  - 9,72 millions de téléspectateurs[40] (première diffusion)
  - 13,38 millions de téléspectateurs[41] (première diffusion + différé 7 jours)
- Canada : 1,94 million de téléspectateurs[42] (première diffusion + différé 7 jours)
- Belgique : 277 300 téléspectateurs[37] (première diffusion)
- France : 4,75 millions de téléspectateurs[38] (première diffusion)

- Erik Jensen (en) (Walter Dang)
- Ohene Cornelius (l'Armurier)
- Jeff Solomon (Mr Needlehoe)
- Michaela Waters (Elena)
- Jessica Hecht (Beth Bridges)
- Oliver Henzler (Banks Van Hess)
- Mark St. Cyr (Policier de l'aéroport)
- Eddie Clark (Faux Sergent)
- Lorraine Farris (Réceptionniste)
- Louis Lourens (Mr Flint, le représentant de « Samaritain »)
- Robert Chang (Agresseur de Hong Kong)
- Yinka Adeboyeku (Homme masqué de l'aéroport no 1)
- Kevin McGrue (Homme masqué no 1)

- Walter Dang (victime)

### Épisode 7:L'Honneur des voleurs
- États-Unis /  Canada : 11 novembre 2014 sur CBS / CTV
- Suisse : 8 octobre 2015 sur RTS Un[13]
- Belgique : 10 novembre 2015 sur La Une[15]
- Québec : 18 novembre 2015 sur V[14]
- France : 26 janvier 2016 sur TF1[17]

- États-Unis :
  - 9,11 millions de téléspectateurs[43] (première diffusion)
  - 13,08 millions de téléspectateurs[44] (première diffusion + différé 7 jours)
- Canada : 1,94 million de téléspectateurs[45] (première diffusion + différé 7 jours)
- Belgique : 293 400 téléspectateurs[46] (première diffusion)
- France : 5,52 millions de téléspectateurs[47] (première diffusion)

- Faina Vitebsky (Katya Rodchenko)
- Theodora Woolley (Brooks)
- Adrian Bellani (Tomas)
- Johnny Sparks (Jerrod)
- David Vadim (Marko)
- Drew Hildebrand (Henrik)
- Ryan Buggle (Sebastian)
- Cameron Pow (Gerald)
- Raushanah Simmons (Lila)
- Debargo Sanyal (Raju)

- Tomas Koroa (victime)

### Épisode 8:L'Académie du crime
- États-Unis /  Canada : 18 novembre 2014 sur CBS / CTV
- Suisse : 8 octobre 2015 sur RTS Un[13]
- Belgique : 10 novembre 2015 sur La Une[15]
- Québec : 25 novembre 2015 sur V[14]
- France : 26 janvier 2016 sur TF1[17]

- États-Unis :
  - 9,87 millions de téléspectateurs[48] (première diffusion)
  - 13,70 millions de téléspectateurs[49] (première diffusion + différé 7 jours)
- Canada : 1,94 million de téléspectateurs[50] (première diffusion + différé 7 jours)
- Belgique : 280 400 téléspectateurs[46] (première diffusion)
- France : 4,58 millions de téléspectateurs[47] (première diffusion)

- Faina Vitebsky (Katya Rodchenko)
- Adria Arjona (Dani Silva)
- Mike Figueroa (Alex Ortiz)
- Jake Silbermann (Phil Lamm)
- Rob Morgan (Howard)
- Angel Dillemuth (Meech)
- Charlie Romanelli (Elvis)
- Tom Greer (Lieutenant Walsh)
- Luis Da Silva Jr. (Garcia)
- Elizabeth Ingham (Femme trophée)
- Samuel Joseph (Second des Trinitarios)

- Dani Silva (victime)

### Épisode 9:Le Moindre Mal
- États-Unis /  Canada : 25 novembre 2014 sur CBS / CTV
- Suisse : 15 octobre 2015 sur RTS Un[13]
- Belgique : 24 novembre 2015 sur La Une[15]
- Québec : 2 décembre 2015 sur V[14]
- France : 2 février 2016 sur TF1[17]

- États-Unis :
  - 9,04 millions de téléspectateurs[51] (première diffusion)
  - 12,93 millions de téléspectateurs[52] (première diffusion + différé 7 jours)
- Canada : 1,92 million de téléspectateurs[53] (première diffusion + différé 7 jours)
- Belgique : 319 800 téléspectateurs[54] (première diffusion)
- France : 5,36 millions de téléspectateurs[55] (première diffusion)

- Salvatore Inzerillo (Gino)
- James LeGros (Bruce Moran)
- Michael J. Burg (Manager du magasin)
- Steve Beauchamp (Conducteur du camion)

- Carl Elias (victime)

### Épisode 10:Rencontre au sommet
- États-Unis /  Canada : 16 décembre 2014 sur CBS / CTV
- Suisse : 15 octobre 2015 sur RTS Un[13]
- Belgique : 24 novembre 2015 sur La Une[15]
- Québec : 20 janvier 2016 sur V[14]
- France : 2 février 2016 sur TF1[17]

- États-Unis :
  - 8,94 millions de téléspectateurs[56] (première diffusion)
  - 12,99 millions de téléspectateurs[57] (première diffusion + différé 7 jours)
- Canada : 1,65 million de téléspectateurs[58] (première diffusion + différé 7 jours)
- Belgique : 277 300 téléspectateurs[54] (première diffusion)
- France : 4,77 millions de téléspectateurs[55] (première diffusion)

- Oakes Fegley (Gabriel Hayward)
- Julian Ovenden (Lambert)
- Alexie Gilmore (Rachel Farrow)
- Emrhys Cooper (Greer jeune)
- Michael Siberry (Blackwood)
- Roman Blat (Oleg Luski)
- Robert King (Brian)
- Daniel Kieth (Isaac)
- Rafael Poueriet (Agent du SWAT)
- Veronica Reyes-How (Copine débattant)
- Daniel Hepner (Courtier de Londres)
- Andrew Fitzsimons (Gérant du stock de Londres)
- Trevor Zhou (Courtier chinois)

- Multiples (victimes et criminels) dont Rachel Farrow (criminelle)

- Cet épisode est le premier d'un triple épisode événement, commençant par The Cold War et se finissant avec Control Alt Delete[59].

### Épisode 11:Un coup d'avance
- États-Unis /  Canada : 6 janvier 2015 sur CBS / CTV
- Suisse : 22 octobre 2015 sur RTS Un[13]
- Québec : 27 janvier 2016 sur V[14]
- France : 9 février 2016 sur TF1[17]

- États-Unis :
  - 10,08 millions de téléspectateurs[60] (première diffusion)
  - 14,08 millions de téléspectateurs[61] (première diffusion + différé 7 jours)
- Canada : 1,94 million de téléspectateurs[62] (première diffusion + différé 7 jours)
- France : 5,25 millions de téléspectateurs[63] (première diffusion)

- Julian Ovenden (Lambert)
- Chester Jones III (Monty)
- Mark Gessner (Gary)
- Andy English (Harvey)
- Chris Lapanta (Kenneth)
- Brennan Taylor (Investisseur de la banque)
- Alexis Suarez (Concierge no 2)
- Victor Joel Ortiz (Démineur no 1)
- Greg McFadden (Homme d'affaires)
- Tuffy Questell (Garde)
- Charles Techman (Vieil homme)
- Gameela Wright (Mère célibataire)
- Rebecca White (Spectateur no 1)

- John Reese (victime)
- Harold Finch (victime)
- Lionel Fusco (victime)
- Root (victime)
- Gary (criminel)
- Harvey (victime)

- En programmation informatique, les commandes If-Then-Else (Si-Alors-Sinon) sont utilisées pour exprimer la condition. Cela correspond dans l'épisode aux différentes options dont possède la Machine et des conséquences que cela implique si elle choisit une option plutôt qu'une autre. Cet épisode, contrairement aux autres, nous montre ce procédé en nous permettant d'assister au choix de la meilleure option de la part de la Machine à travers des simulations. Cet épisode possède donc une notion de temps très différente des autres.
- Cet épisode est le deuxième d'un triple épisode événement, commençant par The Cold War et se finissant avec Control Alt Delete[59].
- Cet épisode marque une grand remontée dans les audiences américaines de la série. En effet, par rapport à son dernier épisode, Person of Interest note une remontée de 13 % sur le nombre de téléspectateurs (8,9 à 10,1 millions de téléspectateurs) et de 27 % sur le taux des 18-49 ans (1,3 à 1,7). C'est aussi la première fois depuis le 30 septembre 2014 et le deuxième épisode de la saison que la série repasse au-dessus de la barre des 10 millions de téléspectateurs[64].
- Cet épisode est classé comme le huitième meilleur épisode de tous les temps, toutes séries confondues, selon les votes des utilisateurs du site IMDb. En effet, il possède la note quasi parfaite de 9,9⁄10, se positionnant seulement derrière l'épisode 14 de la saison 5 de Breaking Bad, ayant obtenu la note de 10⁄10, et 6 autres épisodes ayant également obtenu la note de 9,9⁄10. Huit autres épisodes de Person of Interest se classent aussi dans le top 40 des meilleurs épisodes de tous les temps : Return 0 et The Day the World Went Away, respectivement 10e et 11e, avec eux-aussi une note de 9,9⁄10 et Une page se tourne, La Traversée de New York, Le Syndrome du survivant et En cours d'extinction, respectivement classés 16e, 24e, 25e et 33e avec tous les quatre une note de 9,8⁄10. .exe et Le Complexe du sauveur possèdent quant à eux la note de 9,7⁄10, leur permettant de se classer 34e et 38e[65].
- L'épisode contenant des images qui pourraient choquer certains des téléspectateurs dans le climat dans lequel l'épisode était censé être diffusé (2 semaines après les attentats du 13 novembre 2015 en France), la direction de la RTBF a décidé de ne pas diffuser l’épisode[66].

### Épisode 12:Contrôle, Alt, Suppr
- États-Unis /  Canada : 13 janvier 2015 sur CBS / CTV
- Suisse : 22 octobre 2015 sur RTS Un[13]
- Belgique : 1er décembre 2015 sur La Une[15]
- Québec : 3 février 2016 sur V[14]
- France : 9 février 2016 sur TF1[17]

- États-Unis :
  - 10,16 millions de téléspectateurs[67] (première diffusion)
  - 13,83 millions de téléspectateurs[68] (première diffusion + différé 7 jours)
- Canada : 1,72 million de téléspectateurs[69] (première diffusion + différé 7 jours)
- Belgique : 324 900 téléspectateurs[70] (première diffusion)
- France : 4,48 millions de téléspectateurs[63] (première diffusion)

- Oakes Fegley (Gabriel Hayward)
- Theodora Woolley (Brooks)
- Michael Gaston (Mike Richelli)
- Suzy Jane Hunt (Shiffman)
- Michael Potts (Travers)
- Alice Chastain Levy (Julia)
- Ryan Shams (Yasin)
- Zarif Kabier (Massoud)
- Shahar Isaac (Tariq)
- Omar Rahim (Hussain)
- William Jackson Harper (Stroble)
- Bill Timoney (Bob)
- Malikha Mallette (Présentateur des news)
- Giuseppe Jones (Garde du niveau 6)
- Cliff Moylan (Victime des tirs)

- Yasin Said (victime pour la « Team Machine », criminel pour le gouvernement et « Samaritain »)
- Massoud Shammar (victime pour la « Team Machine », criminel pour le gouvernement et « Samaritain »)
- Tariq Al Juhani (victime pour la « Team Machine », criminel pour le gouvernement et « Samaritain »)
- Hussain Ashoor (victime pour la « Team Machine », criminel pour le gouvernement et « Samaritain »)

- En informatique, la combinaison des trois touches Contrôle, Alt et Suppr, spécifique à la technologie PC, déclenche un comportement spécifique du système d'exploitation de l'ordinateur. Sous Windows, elle provoque habituellement l'apparition d'une boite de dialogue appelée « Gestionnaire des tâches ». Ceci fait référence au personnage Contrôle, autour de qui l'épisode est centré.
- Cet épisode est le troisième et dernier d'un triple épisode événement, commençant par The Cold War et se finissant avec Control Alt Delete[59].

### Épisode 13:Jeu d'illusions
- États-Unis /  Canada : 3 février 2015 sur CBS / CTV
- Suisse : 29 octobre 2015 sur RTS Un[13]
- Belgique : 1er décembre 2015 sur La Une[15]
- Québec : 10 février 2016 sur V[14]
- France : 16 février 2016 sur TF1[17]

- États-Unis :
  - 9,26 millions de téléspectateurs[71] (première diffusion)
  - 12,92 millions de téléspectateurs[72] (première diffusion + différé 7 jours)
- Canada : 1,88 million de téléspectateurs[73] (première diffusion + différé 7 jours)
- Belgique : 305 700 téléspectateurs[70] (première diffusion)
- France : 4,92 millions de téléspectateurs[74] (première diffusion)

- Adria Arjona (Dani Silva)
- Mason Pettit (Albert Weiss)
- Maddie Corman (Mme Thompson)
- Darren Lipari (Officier Craig)
- Brian Russell (Chef Wicker)
- T.J. Kenneally (Larry)
- Julie Jesneck (Laura)
- Robert Eckard (Willy)
- Daniel J. Watts (Marcus jeune)
- Cormac Bluestone (Mason)
- Victoria Arbiter (Reporter)
- John Leonard Thompson (Dr Haskell)
- Brian Edwards (Dave)
- Jonathan Tindle (Docteur)
- Vanessa Wasche (Delia)

- M.I.A. est l'acronyme anglais de Missing In Action, qu'on peut traduire par « disparu au combat ». Ce terme est utilisé dans le domaine militaire pour désigner un personnel militaire étant déclaré disparu pendant son service actif. Cela fait ici référence à la disparition de Shaw.

### Épisode 14:Procès sous tension
- États-Unis /  Canada : 10 février 2015 sur CBS / CTV
- Suisse : 29 octobre 2015 sur RTS Un[13]
- Belgique : 8 décembre 2015 sur La Une[15]
- France : 16 février 2016 sur TF1[17]
- Québec : 17 février 2016 sur V[14]

- États-Unis :
  - 9,53 millions de téléspectateurs[75] (première diffusion)
  - 13,38 millions de téléspectateurs[76] (première diffusion + différé 7 jours)
- Canada : 1,80 million de téléspectateurs[77] (première diffusion + différé 7 jours)
- Belgique : 318 700 téléspectateurs[78] (première diffusion)
- France : 4,22 millions de téléspectateurs[74] (première diffusion)

- Blair Brown (Emma Blake)
- Pedro Carmo (Chad Bryson)
- Bryan Terrell Clark (Tim)
- Jamie Carroll (Lana)
- Massiel Mordan (Mikki)
- Samuel Ray Gates (Yates)
- Tina Benko (Cobb)
- Lillias White (Juge Reginald)
- Rich Topol (Phillip Ward)
- Paul Niebanck (Dean Reston)
- Brian Berrebbi (Juré avec le portable)
- Erica Fae (Jen)
- Amanda Rising (Caroline Mills)
- Rich Duva (Policier du tribunal)
- David Lavine (Asinine Pundit)
- Mia Caress (Journaliste)

- Emma Blake (victime)

- Cet épisode est le premier de toute la série où il n'y a pas un seul coup de feu.

### Épisode 15:Chacun son combat
- États-Unis /  Canada : 17 février 2015 sur CBS / CTV
- Suisse : 5 novembre 2015 sur RTS Un[13]
- Belgique : 8 décembre 2015 sur La Une[15]
- France : 23 février 2016 sur TF1[17]
- Québec : 24 février 2016 sur V[14]

- États-Unis :
  - 9,17 millions de téléspectateurs[79] (première diffusion)
  - 12,72 millions de téléspectateurs[80] (première diffusion + différé 7 jours)
- Canada : 1,81 million de téléspectateurs[81] (première diffusion + différé 7 jours)
- Belgique : 287 300 téléspectateurs[78] (première diffusion)
- France : 4,45 millions de téléspectateurs[82] (première diffusion)

- Quinn Shephard (Claire Mahoney)
- Bella Dayne (Anna Mueller)
- Ayana Workman (Réceptionniste)
- Nick Westrate (Calvin)
- Heléne Yorke (Lauren)
- Omar Maskati (Naresh)
- Kay Tauginas (Alek)
- Andrew Criss (Arbitre)
- Patrick Brana (Client du club de gym)
- Derrick William (Royce)
- Kenneth McCoy (Programmeur occupé)
- Fiona Choi (Technicien de « Samaritain »)
- Louis Lourens (Mr Flint, le représentant de « Samaritain »)

- Anna Mueller (victime)

- Q&A est un acronyme anglais pour Questions and Answers, qu'on peut traduire par « questions et réponses »

### Épisode 16:Diamant brut
- États-Unis /  Canada : 24 février 2015 sur CBS / CTV
- Suisse : 5 novembre 2015 sur RTS Un[13]
- Belgique : 15 décembre 2015 sur La Une[15]
- France : 23 février 2016 sur TF1[17]
- Québec : 2 mars 2016 sur V[14]

- États-Unis :
  - 9,63 millions de téléspectateurs[83] (première diffusion)
  - 13,31 millions de téléspectateurs[84] (première diffusion + différé 7 jours)
- Canada : 1,98 million de téléspectateurs[85] (première diffusion + différé 7 jours)
- Belgique : 333 600 téléspectateurs[86] (première diffusion)
- France : 4,02 millions de téléspectateurs[82] (première diffusion)

- Luke Kleintank (Caleb Phipps)
- Connor Hines (Trey)
- William DeMeritt (Noah)
- Kareem Savinon (Jorge)
- Mickey Solis (Renaldo)
- Shabazz Ray (Ike)
- Trevor Zhou (Javier)
- Raymond Neil Hernandez (Alfonso)
- Carlos Leon (Nico)
- Haley Higgins (Isabel)
- Barthelemy Atsin (Agent du SWAT)

- Harper Rose (victime)
- Trey (victime)

- Luke Kleintank (Caleb Phipps) était déjà apparu dans le onzième épisode de la saison 2, Le Prodige.

### Épisode 17:Vengeance thérapeutique
- États-Unis /  Canada : 10 mars 2015 sur CBS / CTV
- Suisse : 12 novembre 2015 sur RTS Un[13]
- Belgique : 15 décembre 2015 sur La Une[15]
- France : 1er mars 2016 sur TF1[17]
- Québec : 9 mars 2016 sur V[14]

- États-Unis :
  - 8,67 millions de téléspectateurs[87] (première diffusion)
  - 12,13 millions de téléspectateurs[88] (première diffusion + différé 7 jours)
- Canada : 1,85 million de téléspectateurs[89] (première diffusion + différé 7 jours)
- Belgique : 303 800 téléspectateurs[86] (première diffusion)
- France : 4,91 millions de téléspectateurs[90] (première diffusion)

- Patrick Kennedy (Dr Shane Edwards)
- Daniel Sauli (Wyatt)
- Frank Carlo (Clyde)
- Marjan Neshat (Becca)
- Matt Golden (Brian)
- Megan Tusing (Angela)
- Gregory Konow (Agent de sécurité de la banque)

- Dr Shane Edwards (victime)
- Harold Finch (criminel)

### Épisode 18:Un cheval de Troie
- États-Unis /  Canada : 24 mars 2015 sur CBS / CTV
- Suisse : 12 novembre 2015 sur RTS Un[13]
- Belgique : 22 décembre 2015 sur La Une[15]
- France : 1er mars 2016 sur TF1[17]
- Québec : 16 mars 2016 sur V[14]

- États-Unis :
  - 9,15 millions de téléspectateurs[91] (première diffusion)
  - 12,59 millions de téléspectateurs[92] (première diffusion + différé 7 jours)
- Canada : 1,77 million de téléspectateurs[93] (première diffusion + différé 7 jours)
- Belgique : 230 900 téléspectateurs[94] (première diffusion)
- France : 4,20 millions de téléspectateurs[90] (première diffusion)

- Katheryn Winnick (Frankie Wells)
- Jessica Hecht (Beth Bridges)
- Ato Essandoh (Ray Pratt)
- Louis Lourens (M. Flint)
- Jeff LaMarre (Carlton Worthy)
- Josh Salt (Homme terrifié)
- John Sousa (Barman)
- Guyviaud Joseph (Agent de sécurité)
- Alexander Blaise (Wolfram)

- Frankie Wells (criminelle)
- Beth Bridges (victime)

### Épisode 19:Recherche machine
- États-Unis /  Canada : 7 avril 2015 sur CBS / CTV
- Suisse : 19 novembre 2015 sur RTS Un[13]
- Belgique : 22 décembre 2015 sur La Une[15]
- France : 8 mars 2016 sur TF1[17]
- Québec : 23 mars 2016 sur V[14]

- États-Unis :
  - 8,67 millions de téléspectateurs[95] (première diffusion)
  - 11,99 millions de téléspectateurs[96] (première diffusion + différé 7 jours)
- Canada : 1,57 million de téléspectateurs[97] (première diffusion + différé 7 jours)
- Belgique : 213 700 téléspectateurs[94] (première diffusion)
- France : 5,19 millions de téléspectateurs[98] (première diffusion)

- Aasif Mandvi (Sulaiman Khan)
- Elia Monte-Brown (Kelly Brewer)
- Jessica Leccia (Linda Khan)
- Jonathan Walker (Joseph Nicasso)
- Stephen Park (Mark Lee)
- Matthew Gray (Serveur)
- Timothy Smallwood (Homme d'affaires)
- Anthony Goes (Associé)
- Clem McIntosh (Superviseur)
- Edgar Ribon (Policier)
- Demone (Policier saisonnier)
- Jim Santangeli (Homme au tee-shirt hawaïen)
- Logan Crawford (Journaliste)

- Sulaiman Khan (victime)

### Épisode 20:Ultimes Confidences
- États-Unis /  Canada : 14 avril 2015 sur CBS / CTV
- Suisse : 19 novembre 2015 sur RTS Un[13]
- Belgique : 29 décembre 2015 sur La Une[15]
- France : 8 mars 2016 sur TF1[17]
- Québec : 30 mars 2016 sur V[14]

- États-Unis :
  - 9,21 millions de téléspectateurs[99] (première diffusion)
  - 12,14 millions de téléspectateurs[100] (première diffusion + différé 7 jours)
- Canada : 1,58 million de téléspectateurs[101] (première diffusion + différé 7 jours)
- Belgique : 324 000 téléspectateurs[102] (première diffusion)
- France : 4,11 millions de téléspectateurs[98] (première diffusion)

- Taraji P. Henson (Lieutenant Joss Carter)
- Al Sapienza (Lieutenant Raymond Terney)
- Zachary Booth (Chase Patterson)
- Patch Darragh (Gil)
- Paul Diomeme (Jerome)
- John Dinello (Clerk)
- William DeMeo (Carlo)
- Matthew J Harris (Chef)
- Elena McGhee (Gouvernante)

- Chase Patterson (victime)

- « Terra Incognita » est une locution latine pouvant être traduite par « terre inconnue ». Elle renvoie à un territoire qui n'a pas encore été exploré par l'Homme, ou par les explorateurs. C'est aussi une métaphore désignant un domaine du savoir inexploré ou encore inconnu.
- Cet épisode marque le retour du lieutenant Joss Carter, qui n'était plus apparue depuis l'épisode 9 de la saison 3.
- John est victime d'hallucination après s'être fait tirer dessus, ce qui entraîne de nombreux retours entre le passé et le présent.
- Les flashbacks de cet épisode ne sont pas vus du point de vue de la Machine ou de « Samaritain », mais de John lui-même : il n'y a pas de transitions.
- La musique présente lors de la dernière scène entre Carter et John a été sélectionnée par Jim Caviezel lui-même. Il s'agit de Happy New Year de Nat King Cole.

### Épisode 21:Le Complexe du sauveur
- États-Unis /  Canada : 28 avril 2015 sur CBS / CTV
- Suisse : 26 novembre 2015 sur RTS Un[13]
- Belgique : 29 décembre 2015 sur La Une[15]
- France : 15 mars 2016 sur TF1[17]
- Québec : 6 avril 2016 sur V[14]

- États-Unis :
  - 8,45 millions de téléspectateurs[103] (première diffusion)
  - 11,22 millions de téléspectateurs[104] (première diffusion + différé 7 jours)
- Canada : 1,66 million de téléspectateurs[105] (première diffusion + différé 7 jours)
- Belgique : 313 500 téléspectateurs[102] (première diffusion)
- France : 4,81 millions de téléspectateurs[106] (première diffusion)

- John Preston (Médecin chargé de l'admission)
- Juan-Panlo Veiza (Tyler)
- Radu Spinghel (Lenny)
- Erin Dilly (Shelly)
- Bjorn Dupaty (Garvin)
- Jack Ferry (Chef des gardes)
- Joe Curnutte (Agent de « Samaritain »)

- Carl Elias (criminel et victime)
- Dominic (criminel et victime)

- L'épisode devait originellement s'intituler Black Site. Un « Black Site », en français « Site noir », désigne des prisons secrètes de la CIA contrôlées par l'agence américaine dans différents pays.

### Épisode 22:En cours d'extinction
- États-Unis /  Canada : 5 mai 2015 sur CBS[12] / CTV
- Suisse : 26 novembre 2015 sur RTS Un[13]
- Belgique : 29 décembre 2015 sur La Une[15]
- France : 15 mars 2016 sur TF1[17]
- Québec : 13 avril 2016 sur V[14]

- États-Unis :
  - 8,18 millions de téléspectateurs[107] (première diffusion)
  - 11,11 millions de téléspectateurs[108] (première diffusion + différé 7 jours)
- Canada : 1,58 million de téléspectateurs[109] (première diffusion + différé 7 jours)
- Belgique : 297 000 téléspectateurs[102] (première diffusion)
- France : 4,30 millions de téléspectateurs[98] (première diffusion)

- Luke Kleintank (Caleb Phipps)
- Suzy Jane Hunt (Schiffman)
- Robert Manning, Jr (Zachary)
- Anthony Gaskins (Poseur de rails)
- Ken Perlstein (Poseur de rails sénior)
- Logan Crawford (Reporter no 1)
- J. Oscar Simmons (Portier)
- Jason Altman (Pompier)
- Alban Merdani (Dealer d'armes)
- Joseph Tudisco (Caissier)
- Marco Antonio Rodriguez (Livreur)
- Johnny Solo (Sbire d'Elias)
- Joseph McKenna (Homme étrange)

- Carl Elias (criminel et victime)
- Dominic (criminel et victime)

- YHWH est un tétragramme et un nom hébraïque se composant des quatre lettres présenté comme le « nom propre » de Dieu dans le judaïsme.
- Cet épisode a réalisé la plus basse audience de la saison aux États-Unis[107].
- La fin de l'épisode est illustrée par le morceau Welcome to the Machine de Pink Floyd (album Wish You Were Here).

## Audiences aux États-Unis

### Taux sur les 18-49 ans
Le taux sur les 18-49 ans est un des critères importants pour juger de l'avenir (renouvellement ou annulation) des séries diffusées à la télévision américaine. Un taux de 1 % signifie que 1 % de tous les habitants du pays ayant entre 18 et 49 ans regarde le programme.
| N° d'épisode | Taux sur les 18-49 ans (en %) | Taux sur les 18-49 ans (en %)        |
| N° d'épisode | Première diffusion            | Première diffusion + différé 7 jours |
| ------------ | ----------------------------- | ------------------------------------ |
| 1            | 1,8                           | 2,9                                  |
| 2            | 1,8                           | 2,8                                  |
| 3            | 1,6                           | 2,7                                  |
| 4            | 1,5                           | 2,5                                  |
| 5            | 1,5                           | 2,4                                  |
| 6            | 1,7                           | inconnu                              |
| 7            | 1,3                           | 2,3                                  |
| 8            | 1,6                           | 2,5                                  |
| 9            | 1,7                           | 2,6                                  |
| 10           | 1,3                           | 2,4                                  |
| 11           | 1,7                           | 2,6                                  |
| 12           | 1,7                           | 2,6                                  |
| 13           | 1,4                           | 2,3                                  |
| 14           | 1,6                           | inconnu                              |
| 15           | 1,6                           | inconnu                              |
| 16           | 1,7                           | 2,6                                  |
| 17           | 1,5                           | 2,4                                  |
| 18           | 1,5                           | 2,3                                  |
| 19           | 1,3                           | 2,1                                  |
| 20           | 1,5                           | inconnu                              |
| 21           | 1,4                           | inconnu                              |
| 22           | 1,1                           | 1,8                                  |

### Audiences moyennes
- Sur le nombre de téléspectateurs, cette saison totalise une moyenne de 9,42 millions de téléspectateurs.
- Sur le taux 18-49 ans, cette saison totalise un taux moyen de 1,5 %.

Ces chiffres sont basés sur les audiences des épisodes inédits enregistrés lors de leur jour de diffusion et non en Live + 7 jours.